# David Beck
David Beck (Delft, 25 de maio de 1621 – Haia, 20 de dezembro de 1656) foi um pintor holandês, que se notabilizou pelos seus retratos de figura reais e das cortes europeias da época.

As suas obras são caracterizadas pelo realismo e elegância holandesa.

David Beck foi aluno de Antoon van Dyck em Londres. Trabalhou em várias cortes europeias, entre as quais a inglesa, a francesa, a dinamarquesa e a sueca.

## Galeria

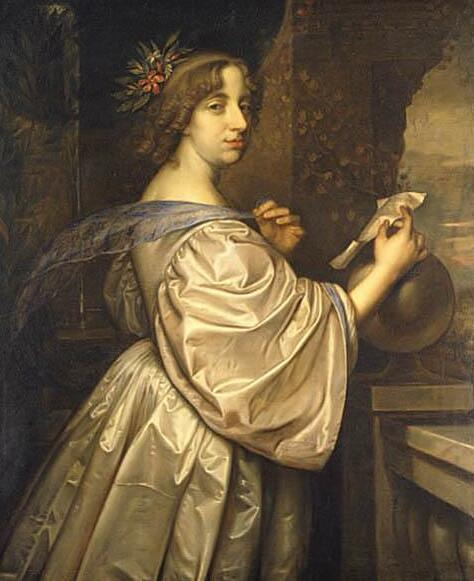
A Rainha Cristina (Drottning Kristina) 1650 Museu Nacional de Belas-Artes da Suécia, em Estocolmo
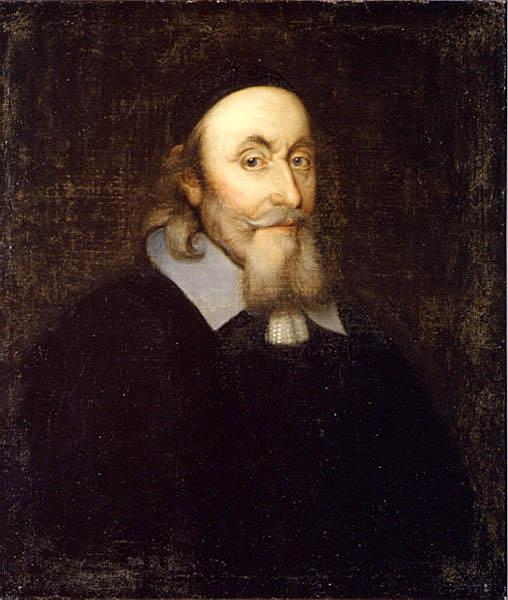
Axel Oxenstierna Museu Nacional de Belas-Artes da Suécia, em Estocolmo
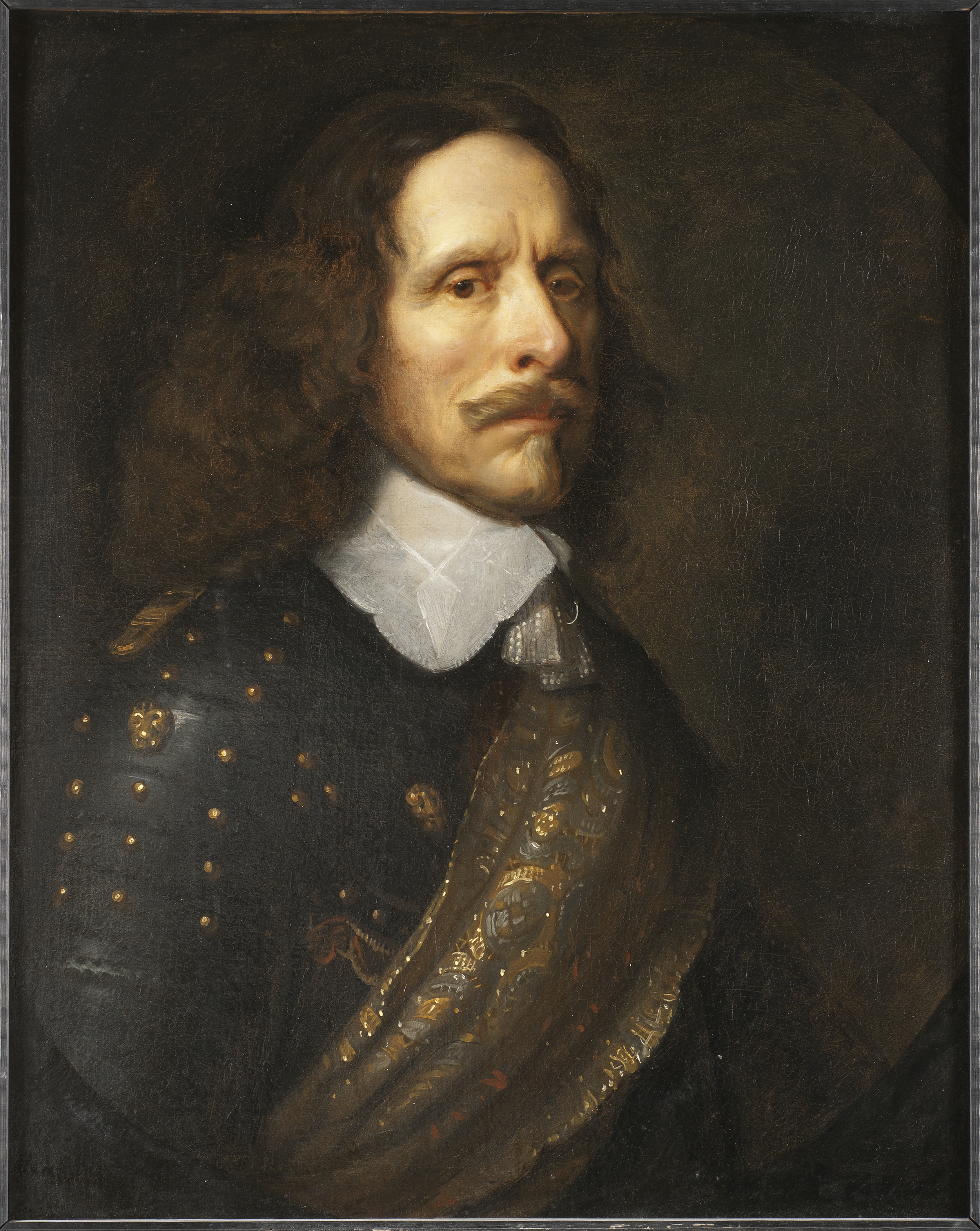
Gustaf Horn af Björneborg Museu Nacional de Belas-Artes da Suécia, em Estocolmo
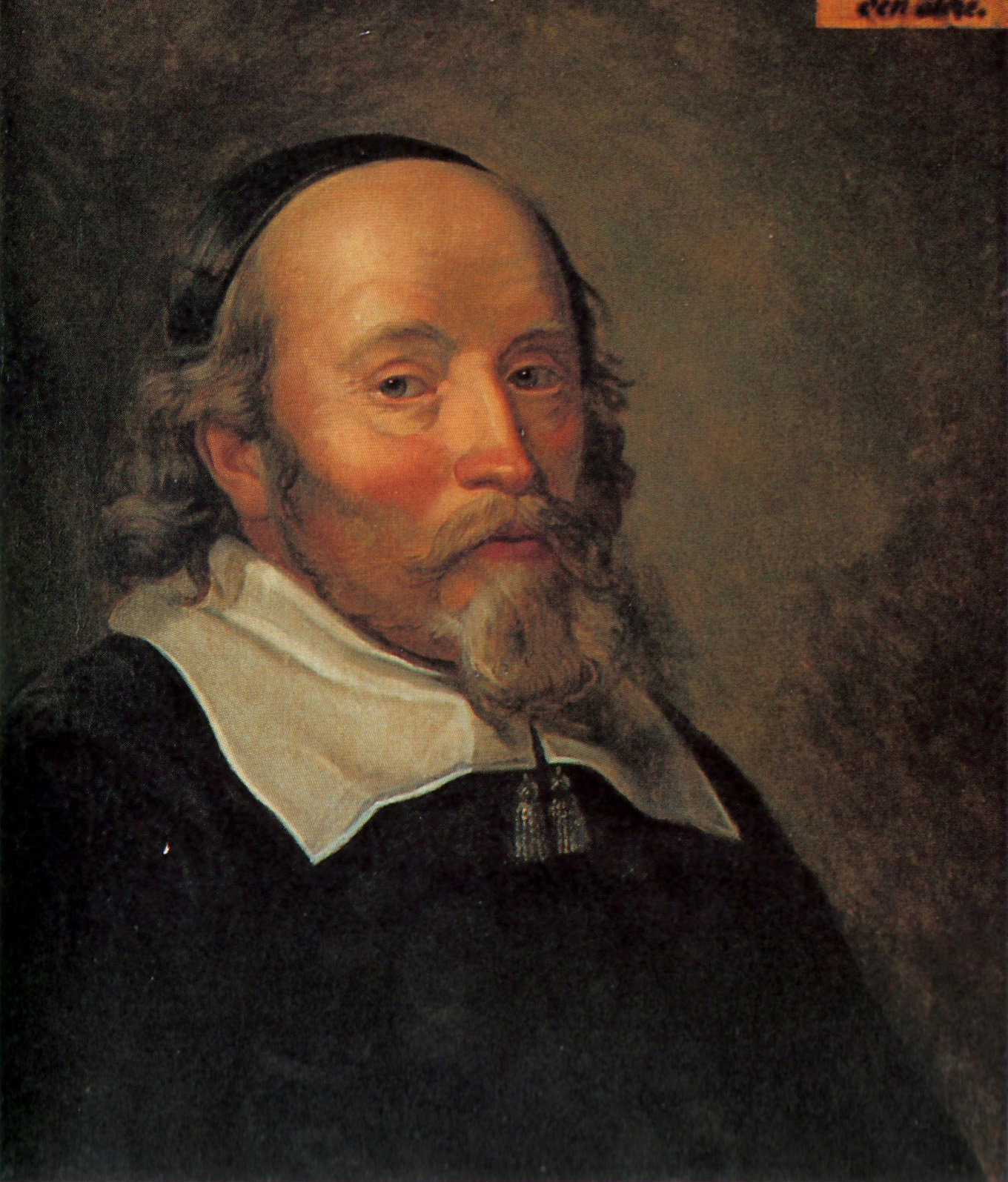
Louis De Geer d.ä. Museu Nacional de Belas-Artes da Suécia, em Estocolmo